# Ilha Gombrani
A Ilha Gombrani (em inglês: Gombrani Island) é uma pequena ilha da Maurícia, localizada ao sul de Rodrigues.

## Referência
- Este artigo foi inicialmente traduzido, total ou parcialmente, do artigo da Wikipédia em francês cujo título é «Île Gombrani», especificamente desta versão.